# Greg Grays
Gregory Ross Grays, detto Greg (Detroit, 30 aprile 1979), è un ex cestista statunitense, professionista in Europa e in Sudamerica.